# Кузнецов Микола Іванович (артилерист)
Микола Іванович Кузнецов (рос. Николай Иванович Кузнецов; *29 квітня 1922 — †11 вересня 2008) — командир гармати, Герой Радянського Союзу, повний кавалер ордена Слави (один з 4-х повних кавалерів ордена Слави).

## З життєпису
Микола Кузнецов народився у Вологодській області 29 квітня 1922 року. Після навчання в розвідшколі в 1940 році був упроваджений в підрозділи абверу. При проведенні однієї з операцій Кузнецов був важко поранений. Після тривалого лікування він повернувся в розвідку, потім воював в артилерійських частинах. Звання Героя Радянського Союзу Кузнецов отримав в 1944 році. Він також був нагороджений орденами Леніна, Червоного Прапора, Вітчизняної війни першого ступеня, медалями.
З 1959 року Кузнецов жив і працював в Пестово. На час смерті він був єдиним в РФ повним кавалером ордена Слави трьох ступенів.
У вересні 2007 року з будинку Кузнецових були викрадені Зірка Героя, ордена Леніна, Червоного Прапора, Вітчизняної війни першого ступеня, а також ордена Слави другого і третього ступенів. У грудні 2007 зниклі нагороди виявили і передали героєві московські журналісти, які провели власне, неофіційне, розслідування.